# Motia

Ubicación de Motia, en el oeste de Sicilia.

Motia (en griego antiguo: Μοτύη o Μοτύα; en latín: 'Motya'; en italiano: 'Mozia' o Mothia; y en siciliano, Mozzia), moderna isla de San Pantaleón, fue una ciudad del oeste de Sicilia, entre Drepanum y Lilibea (actual Marsala, a 40 km de esta ciudad), situada en una pequeña isla a 1 km de la costa, a la que estaba unida por un paso artificial. Fue colonia feno-púnica, probablemente solo un centro comercial, que se convirtió en ciudad con el tiempo. Los griegos decían haber sido fundada legendariamente por una mujer llamada Motia, vinculada al héroe griego Heracles. 
Sobre el siglo VII a. C. pasó a depender de Cartago. A medida que los griegos establecían colonias, los cartagineses se concentraron en las tres principales: Solunte, Panormo y Motia, esta última la más cercana a Cartago, por lo que se convirtió en capital de las posesiones cartaginesas en la isla, de la que se servían los cartagineses como base de operaciones.
Es mencionada como una de las ciudades ocupada por los fenicios tras la primera colonización griega. En el 409 a. C., cuando el general Aníbal Magón desembarcó en Sicilia dejó su flota en Motia mientras avanzaba por tierra para atacar Selinunte. En esta época fue saqueada (como también Panormo) por Hermócrates, el exiliado siracusano establecido en la zona. Durante la expedición cartaginesa al mando de Amílcar (407 a. C.), los cartagineses la usaron como base de su flota.
En el 397 a. C., Dionisio I de Siracusa la atacó y la asedió. La resistencia fue épica; después de ganar las murallas y las torres, los habitantes resistieron calle a calle, casa por casa; los que sobrevivieron y no pudieron escapar, fueron ejecutados por Dionisio como castigo. El siracusano Bitón fue nombrado gobernador por Dionisio, y su hermano Leptines la convirtió en base de la flota siracusana.
En el 396 a. C. desembarcó en Panormo (actual Palermo) el general cartaginés Himilcón y reconquistó la ciudad, donde no encontró casi resistencia. Himilcón fundó entonces Lilibea, que tenía una mejor situación, y trasladó allí a los habitantes de Motia que habían sobrevivido. La vieja Motya desapareció de la historia y el islote fue habitado solo por pescadores.
La isla, donde antiguamente estaba la ciudad, se llama en la actualidad San Pantaleón (desde el siglo XI, topónimo al que cambiaron los monjes basilianos).

## Restos
Se pueden ver algunas ruinas, fragmentos de las murallas y dos puertas, calzadas, así como el cothon (instalación portuaria). Se han hallado algunas monedas y cerámica.
La pieza más reconocida del arte cartaginés en la isla es el Efebo de Motia, expuesto en el Museo Whitaker de Motia. Una escultura del siglo V a. C., ya con una influencia o ejecución helena.

## Galería

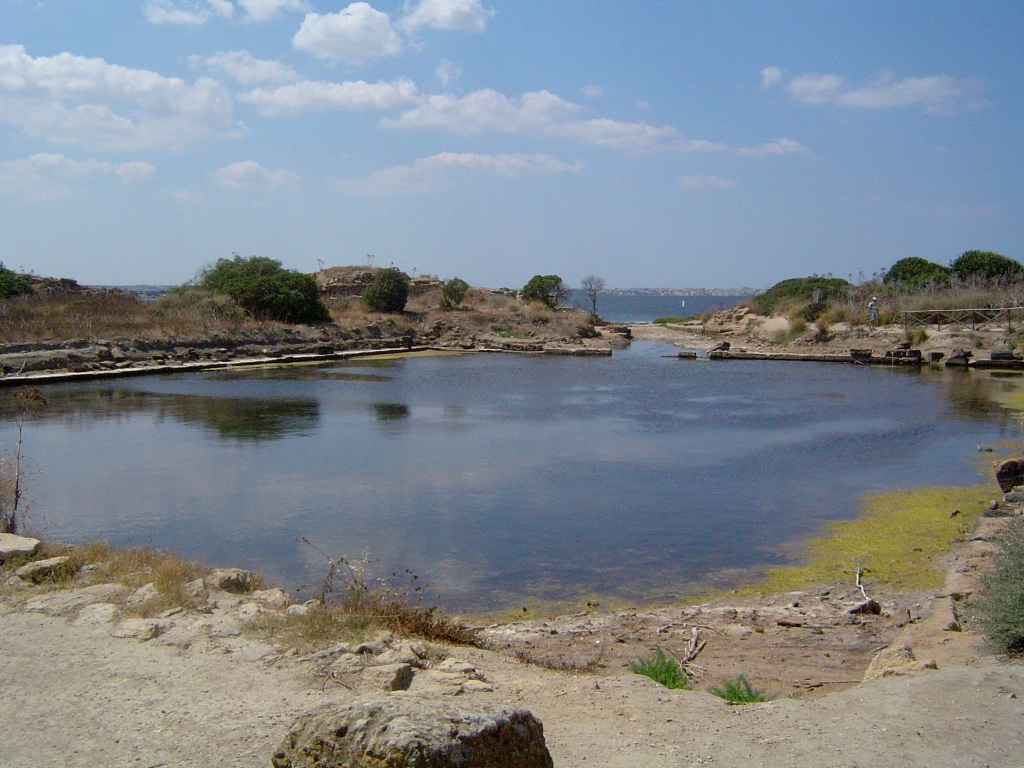
El cothon (instalación portuaria) al sur de la isla.
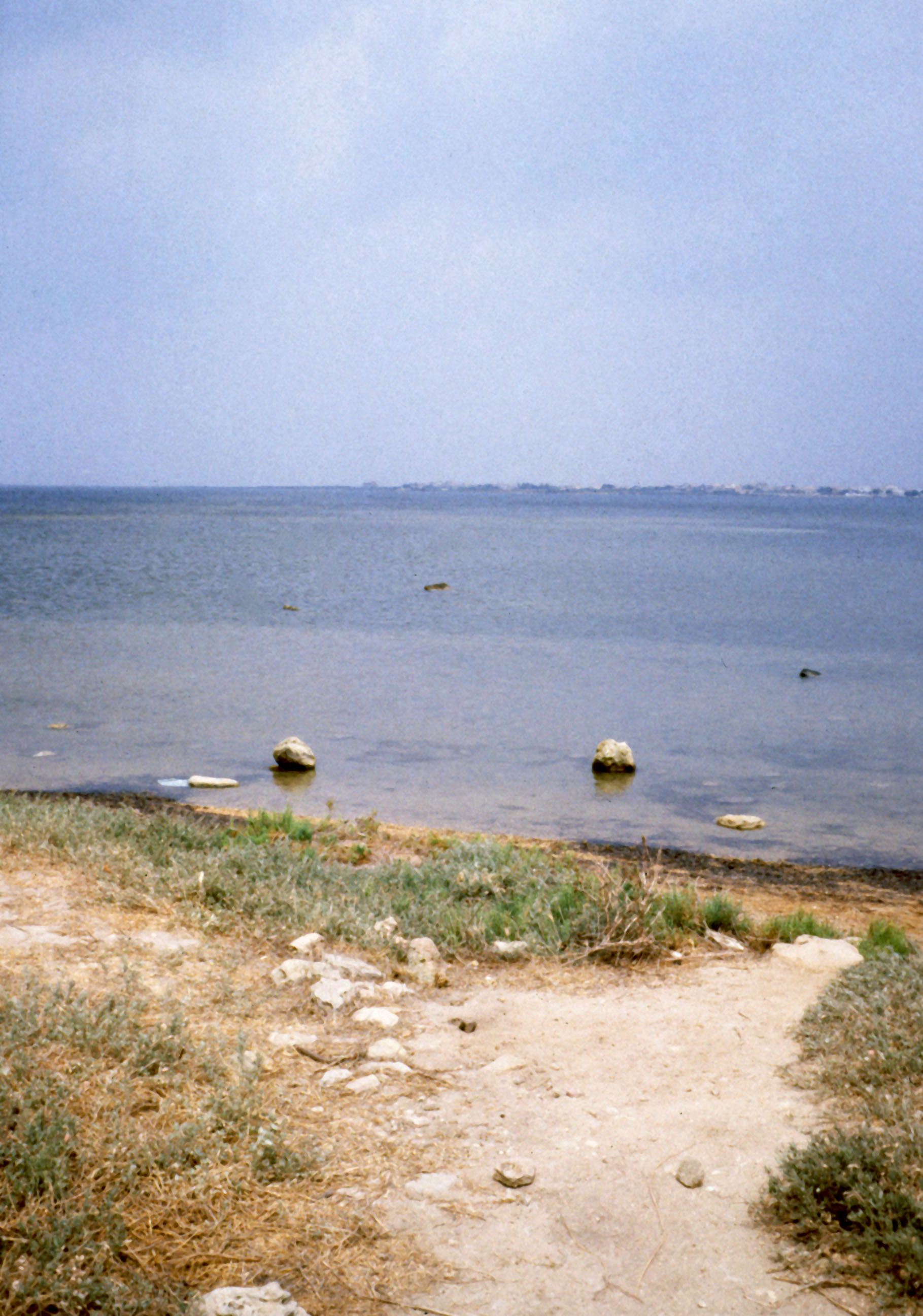
La carretera submarina al norte de Motia.
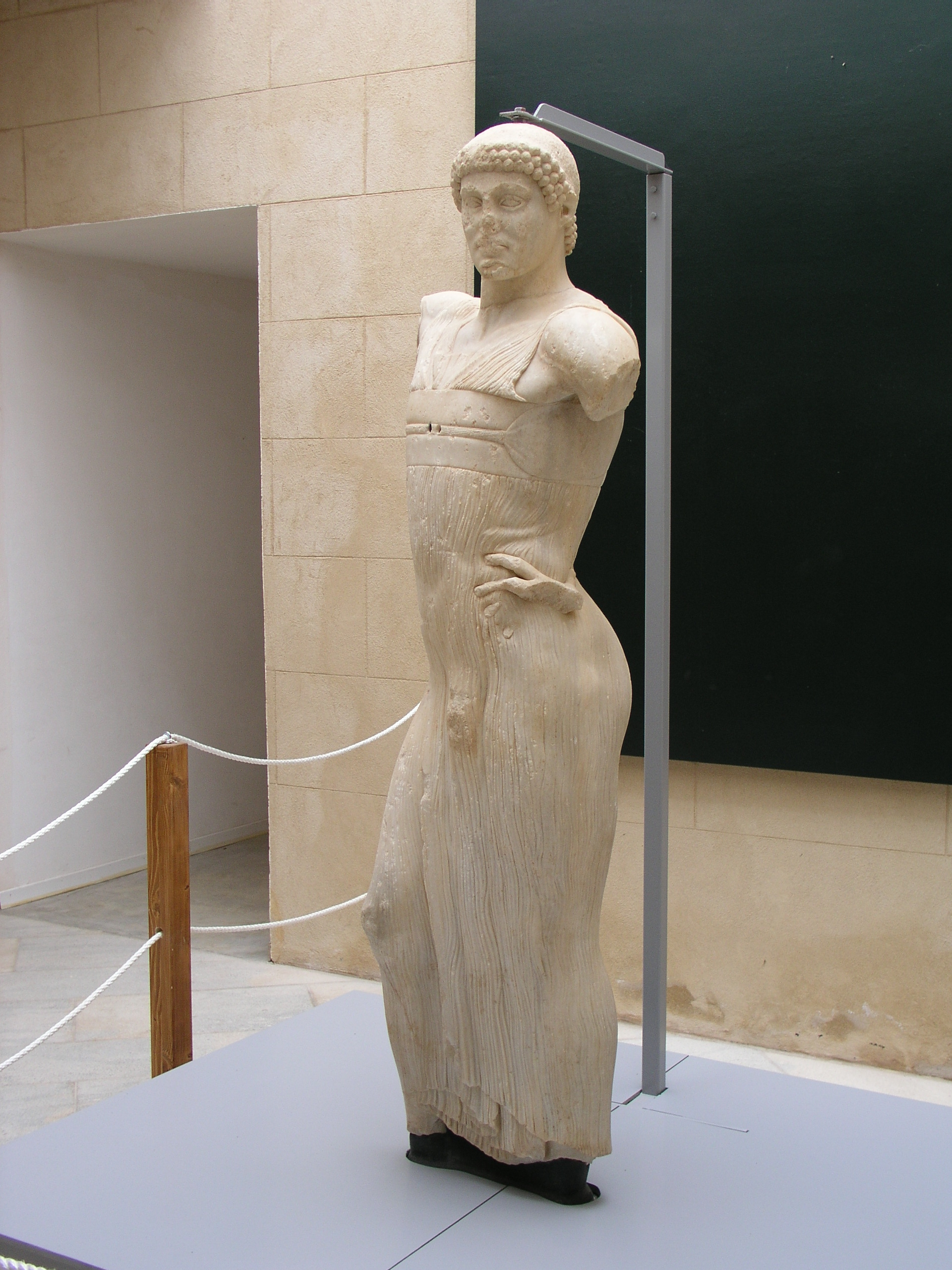
El Efebo de Motia expuesto en el Museo Whitaker de Motia.